# Miss Supranational 2015
Miss Supranacional 2015 foi a 7.ª edição do concurso de beleza feminino Miss Supranacional. Realizado na Polônia, ao final do evento a modelo paraguaia Stephania Stegman foi declarada vencedora, sendo coroada por sua antecessora, Asha Bhat. Concorrente de 82 países participaram da competiação, cuja final foi transmitida pelo canal Polsat e no You Tube.

## Resultados

### Colocações
| Posição                 | País e Candidata |

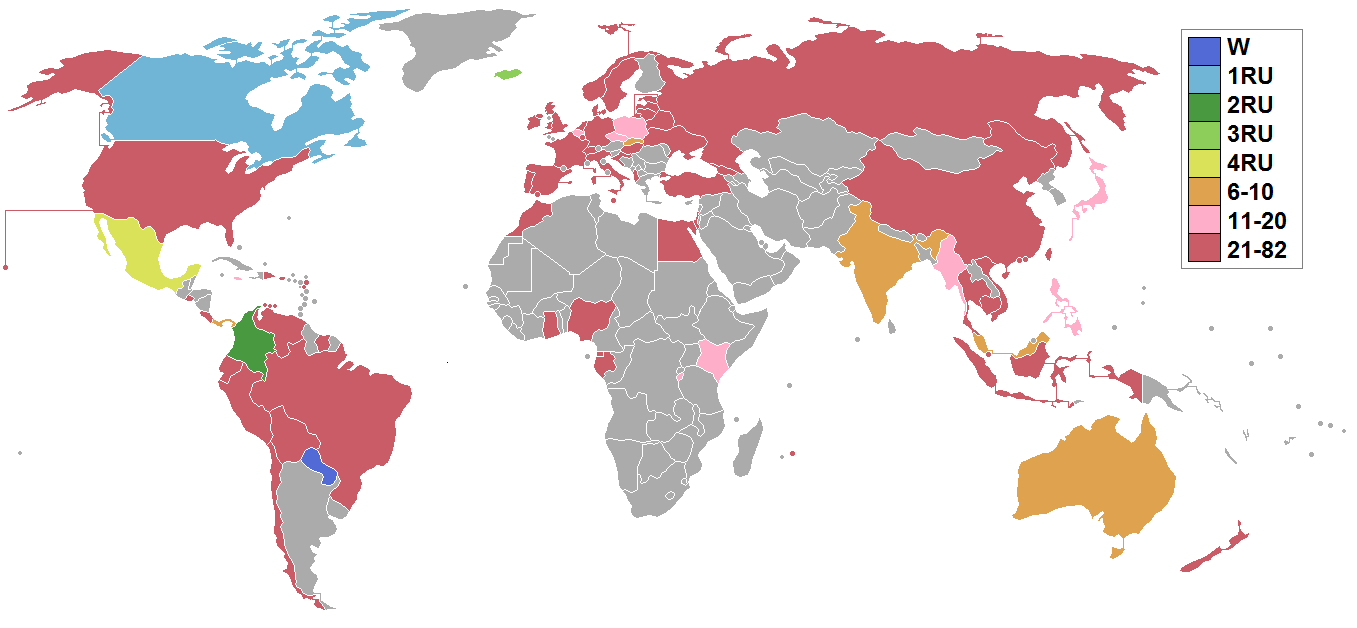
Quadro de classificações por país desta edição do concurso.

| Vencedora               | - Paraguai - Stephania Stegman |
| 2º. Lugar               | - Canadá - Siera Bearchell |
| 3º. Lugar               | - Colômbia - Mónica Castaño |
| 4º. Lugar               | - Islândia - Tanja Ástthórsdóttir |
| 5º. Lugar               | - México - Karina Jiménez |
| (TOP 10) Semifinalistas | - Austrália - Christiana Fischer - Eslováquia - Petra Denkova - Índia - Aafreen Vaz - Malásia - Tanisha Kaur - Panamá - Angie Keith |
| (TOP 20) Semifinalistas | - Bélgica - Rachel Nimegeers - Estados Unidos - Kelly Kirstein - Filipinas - Rogelie Ardosa - Jamaica - Regina Harding - Japão - Mieko Takeuchi - Mianmar - L Bawk Nu - Polônia - Ada Sztajerowska - Quênia - Margaret Muchemi - República Checa - Tat'ana Makarenko - Ruanda - Sonia Gisa |

### Prêmios Especiais
- Foram distribuídos os seguintes prêmios este ano:[3]

| Prêmio             | País e Candidata                      |
| Miss Amizade       | - Maurício - Helena Desmarais         |
| Miss Fotogenia     | - República Checa - Tat'ana Makarenko |
| Miss Elegância     | - Gibraltar - Natalia Núñez           |
| Miss Personalidade | - Guiné Equatorial - Antonia Nach     |
| Miss Internet      | - Mianmar - L Bawk Nu                 |
| Miss Social Media  | - Vietnã - Nguyen Quyen               |

### Ordem dos Anúncios
| 1. Austrália 2. Paraguai 3. Islândia 4. Canadá 5. México 6. Colômbia 7. Panamá 8. Eslováquia 9. Índia 10. Malásia 11. Japão 12. República Checa 13. Filipinas 14. Bélgica 15. Ruanda 16. Polônia 17. Jamaica 18. Estados Unidos 19. Quênia 20. Mianmar | 1. Panamá 2. Canadá 3. Malásia 4. Paraguai 5. Índia 6. Eslováquia 7. México 8. Islândia 9. Austrália 10. Colômbia |  |  |

## Jurados

### Final
| 1. Asha Bhat, Miss Supranacional 2014; 2. Krzysztof Gojdź, esteticista afiliado ao AAAM; 3. Gerhard Parzutka, produtor executivo do Miss Supranacional; 4. Paweł Golec, cantor e irmão do vocalista do Golec uOrkiestra; 5. Łukasz Golec, cantor e vocalista do Golec uOrkiestra; 6. Robert Czepiel, diretor geral da Jubiler Schubert; 7. Rafał Jonkisz, Mister Polônia 2015; | 1. Karina Pinilla, Miss Supranacional 2010; 2. Soraia Dietsche, consultora de imagem e fashion designer; 3. Milena Rostkowska, apresentadora e jornalista da Polsat News; 4. Marcela Lobón, presidenta do WBA; 5. Mina Turká, dançarina polonesa; 6. Thomas Baranski, coreógrafo e dançarino. |

## Quadro de Prêmios

### Patrocinadores
- Alguns dos prêmios receberam os nomes dos patrocinadores:

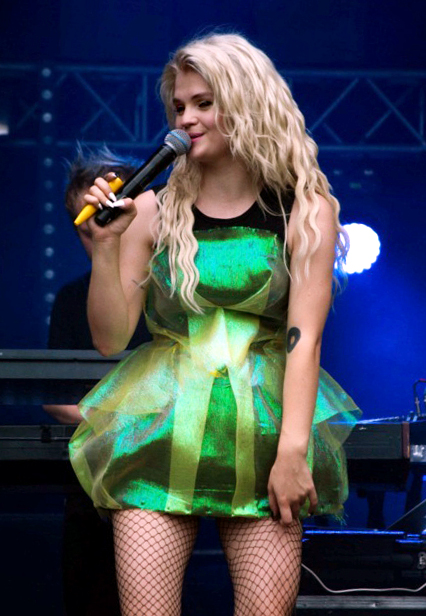
A cantora polonesa Margaret Tarnów, mais conhecida no seu País apenas como Margaret.

| Prêmio               | País e Candidata           |
| Miss Warsaw Expo     | - Espanha - Raquel Bonilla |
| Miss Moto Show       | - Estônia - Madli Vilsar   |
| Miss Fashion City    | - México - Karina Jiménez  |
| Miss Global Beauties | - Canadá - Siera Bearchell |

### Rainhas Continentais
- As mais bem posicionadas dos continentes:[4]

| Continente     | País e Candidata             |
| África         | - Ruanda - Sonia Gisa        |
| Américas       | - Panamá - Angie Keith       |
| Ásia & Oceania | - Índia - Aafreen Vaz        |
| Europa         | - Eslováquia - Petra Denkova |

## Preliminares
| Posição                 | País e Candidata |
| 1                       | - Indonésia - Gresya Maaliwuga |
| 2                       | - Curaçao - Chesley Verbond |
| 3                       | - Malásia - Tanisha Kaur |
| (TOP 10) Semifinalistas | - Bolívia - Sharon Valverde - Guiné Equatorial - Antonia Nach - Índia - Aafreen Vaz - Inglaterra - Emily Hill - Paraguai - Stephania Stegman - Quênia - Margaret Muchemi - Rep. Dominicana - Ingrid Franco |

| Posição                 | País e Candidata |
| 1                       | - Panamá - Angie Keith |
| 2                       | - República Checa - Tat'ana Makarenko |
| 3                       | - Eslováquia - Petra Denkova |
| (TOP 10) Semifinalistas | - Austrália - Christiana Fischer - Colômbia - Mónica Castaño - Guadalupe - Ludmila Josephine - Jamaica - Regina Harding - Malásia - Tanisha Kaur - Paraguai - Stephania Stegman - Quênia - Margaret Muchemi |

| Posição                 | País e Candidata |
| 1                       | - Mianmar - L Bawk Nu |
| 2                       | - Vietnã - Nguyen Quyen |
| 3                       | - Filipinas - Rogelie Ardosa |
| (TOP 10) Semifinalistas | - Canadá - Siera Bearchell - Chile - Valentina Shnitzer - Estados Unidos - Kelly Kirstein - Indonésia - Gresya Maaliwuga - Islândia - Tanja Ástthórsdóttir - Japão - Mieko Takeuchi - Trindade e Tobago - Shaunika Frith |

| Posição                 | País e Candidata |
| 1                       | - Colômbia - Mónica Castaño |
| 2                       | - Rep. Dominicana - Ingrid Franco |
| 3                       | - Polônia - Ada Sztajerowska |
| (TOP 10) Semifinalistas | - Eslováquia - Petra Denkova - Filipinas - Rogelie Ardosa - Índia - Aafreen Vaz - México - Karina Jiménez - Panamá - Angie Keith - Paraguai - Stephania Stegman - Ruanda - Sonia Gisa |

## Candidatas
Disputaram ao todo, 82 candidatas este ano:
| - Albânia - Feride Kuqi - Alemanha - Joanna Acs - Aruba - Laura Van Balen - Austrália - Christiana Fischer - Bélgica - Rachel Nimegeers - Bielorrússia - Yana Zhdanovich - Bolívia - Sharon Valverde - Brasil - Amanda Gomes - Canadá - Siera Bearchell - Chile - Valentina Shnitzer - China - Song Jia Chang - Colômbia - Mónica Castaño - Costa Rica - Mónica Zamora - Croácia - Lucija Grmusa - Curaçao - Chesley Verbond - Dinamarca - Mia Laursen - Guiné Equatorial - Antonia Nach - Egito - Perihan Fateen - El Salvador - Verónica Olivares - Equador - María Emilia Cevallos - Escócia - Nasreen Harrison - Eslováquia - Petra Denkova - Espanha - Raquel Bonilla - Estados Unidos - Kelly Kirstein - Estônia - Madli Vilsar - Filipinas - Rogelie Ardosa - França - Aurélie Jager - Gabão - Sindiely Obone | - Gana - Charlee Berbicks - Geórgia - Mariam Gelashvili - Gibraltar - Natalia Núñez - Guadalupe - Ludmila Josephine - Hong Kong - Sharon Yeung - Hungria - Valentina Toth - Índia - Aafreen Vaz - Indonésia - Gresya Maaliwuga - Inglaterra - Emily Hill - Irlanda - Karen Montague - Irlanda do Norte - Lisa Hogan - Islândia - Tanja Ýr Ástthórsdóttir - Israel - Hodaya Cohen - Itália - Deborah Agnone - Jamaica - Regina Harding - Japão - Mieko Takeuchi - Letônia - Santa Serzante - Lituânia - Enrika Motuzaite - Luxemburgo - Elisabeth Ondoa - Macau - Matilda Ip - Malásia - Tanisha Kaur - Malta - Nicolà Grixti - Maurício - Helena Desmarais - Marrocos - Kawtar Idrissi - México - Karina Jiménez - Mianmar - L Bawk Nu - Nigéria - Stephanie Omogun | - Noruega - Sonia Singh - Nova Zelândia - Sophie Robinson - País de Gales - Jade McQueen - Países Baixos - Kanita Karisik - Panamá - Angie Keith - Paraguai - Stephania Stegaman - Peru - Lorena Sotomarino - Polônia - Ada Sztajerowska - Porto Rico - Nobiraida Infante - Portugal - Inês Brusselmans - Quênia - Margaret Muchemi - República Checa - Tat'ana Makarenko - República Dominicana - Ingrid Franco - Romênia - Elisabeta Ancău - Ruanda - Sonia Gisa - Rússia - Anna Grishina - Singapura - Sharon Wee - Suécia - Stina Nordlander - Suíça - Catarina Lopes - Suriname - Nicole Woen - Tailândia - Tharathip Sukdarunpat - Taiwan - Grace Zhu - Trindade e Tobago - Shaunika Frith - Turquia - Hazal Subasi - Ucrânia - Alina Sapiha - Venezuela - Hyser Bertancourt - Vietnã - Nguyen Quyen |

## Histórico
| - Angola - Argentina - Benim - Cabo Verde - Coreia do Sul - Eslovênia - Fiji - Finlândia - Grécia - Líbano - Mongólia - São Tomé e Príncipe | - Dinamarca - Tania Shenker - Rep. Dominicana - Jade Restituyo - Ucrânia - Valeriya Terschenko | - Honduras - Sirey Morán - Mongólia - Uyanga Batdorj | - Aruba - Malta |

### Voltaram
| - Competiram pela última vez em 2013: - Alemanha - Eslováquia - Gana - Geórgia - Hong Kong - Jamaica - Letônia - Macau - Nigéria - Rússia | - Competiram pela última vez em 2012: - Israel - Lituânia - Vietnã | - Competiram pela última vez em 2011: - Curaçao - Croácia - Egito - Singapura | - Competiu pela última vez em 2010: - Paraguai |

## Crossovers
Candidatas em outros concursos:
| Miss Universo - 2011: Estônia - Madli Vilsar - (Representando a Estônia em São Paulo, Brasil) Miss Mundo - 2014: Islândia - Tanja Ástthórsdóttir - (Representando a Polônia em Londres, Inglaterra) - 2014: Polônia - Ada Sztajerowska - (Representando a Polônia em Londres, Inglaterra) Miss Internacional - 2010: Alemanha - Joanna Acs (Top 15) - (Representando a Alemanha em Chengdu, China) - 2011: Paraguai - Stephania Stegman - (Representando o Paraguai em Chengdu, China) - 2013: Estônia - Madli Vilsar - (Representando a Estônia em Tóquio, Japão) - 2014: Egito - Perihan Fateen - (Representando o Egito em Tóquio, Japão) Miss Mundo Universitária - 2014: México - Karina Jiménez (Vencedora) - (Representando o México em Phnom Penh, Camboja) Rainha Hispano Americana - 2012: Paraguai - Stephania Stegman (4º. Lugar) - (Representando o Paraguai em Santa Cruz, Bolívia) Rainha Internacional do Café - 2012: Alemanha - Joanna Acs - (Representando a Alemanha em Manizales, Colômbia) Miss Globo Internacional - 2014: Inglaterra - Emily Hill - (Representando a Inglaterra em Bacu, Azerbaijão) | Miss Grand International - 2014: Alemanha - Joanna Acs - (Representando a Alemanha em Bancoque, Tailândia) - 2014: Colômbia - Mónica Castaño (5º. Lugar) - (Representando a Alemanha em Bancoque, Tailândia) - 2014: Israel - Hodaya Cohen (Top 20) - (Representando Israel em Bancoque, Tailândia) - 2014: Japão - Mieko Takeuchi (Top 20) - (Representando o Japão em Bancoque, Tailândia) - 2014: Macau - Matilda Ip - (Representando Macau em Bancoque, Tailândia) - 2015: Gana - Charlee Berbicks - (Representando a Gana em Bancoque, Tailândia) - 2015: Noruega - Sonia Singh - (Representando a Noruega em Bancoque, Tailândia) - 2015: República Checa - Tat'ana Makarenko (Top 20) - (Representando a República Checa em Bancoque, Tailândia) - 2015: Vietnã - Nguyen Quyen - (Representando o Vietnã em Bancoque, Tailândia) Miss Turismo Internacional - 2013: Letônia - Santa Serzante - (Representando a Letônia em Kuala Lumpur, Malásia) - 2014: Singapura - Nadine Wee - (Representando a Letônia em Kuala Lumpur, Malásia) Supermodel of the World - 2006: Chile - Valentina Shnitzer - (Representando o Chile em Nova York, Estados Unidos) |